# Livezi (Bacău)
Livezi é uma comuna romena localizada no distrito de Bacău, na região de Moldávia. A comuna possui uma área de 57.29 km² e sua população era de 5350 habitantes segundo o censo de 2007.